# Barátka község
Barátka (románul: Bratca, németül: Kreuz) község Romániában, Bihar megyében, a Partiumban, az Erdélyi-szigethegységben található. A hat faluból (Báródbeznye, Barátka, Erdődámos, Remetelórév, Körösponor és Nagyfeketepatak) álló település 5158 lakosával (2011) a megye egyik legnagyobb községe.

## Fekvése
Barátka az E60-as főút és a Nagyvárad–Kolozsvár és keletebbre a Bukarestbe tartó vasútvonal mellett található, a Király-erdő és a Réz-hegység között, a Sebes-Körös jobb partján, Nagyváradtól keletre, Csucsától nyugatra, Remetelórév és Körösbánlaka közt fekvő település.

## Története
Barátkának 1941-ben 1786 lakosa volt. Abban az időben az alumínium- és titánbányászat központja volt. (Forrás = Columbia-Lippincott Gazetteer)

## Nevezetességek
Barátka környéke hagyományos ruházatáról ismert, de több érdekesség is található a vidéken. Híresek a környék fatemplomai, és a vidék természeti értékei is: 
- Remetelórév a Király-erdő-hegységben található település, melynek környékén több nevezetesnek mondható hely is található. Az Ökrök völgye Remetelórév közelében található. A hely egy 9 km hosszú, jelzett tursita ösvényen körbejárható. A Sebes-Körös közelének túraútvonalán az Ökrök völgyét érintve érhető el a völgy egyik legszebb látnivalója, az Ökrök-vízesés egy erdei környezetben található három lépcsős, körülbelül 7-8 m magasból alázúdúló zuhatag.
- Báródbeznye Szent Mihály és Gábriel arkangyalokról elnevezett fatemploma 1723-ban épült, műemlék
- Erdődámos közelében található egy ördögszántásokkal és töbrökkel tagolt fennsík, ahol számos karsztjelenség található, de a település közvetlen közelében húzódik a Toaia látványos teknővölgye is a Toaia-barlanggal, de további jelentős barlangok és zsombolyok is találhatók a környéken, így itt található a Méhsed-völgy közelében nyíló Ponorás-barlang is.
- Körösponor görögkeleti temploma 1898-ban épült.
- Nagyfeketepatak görögkeleti fatemploma Szent Mihály és Gábriel arkangyalok tiszteletére lett szentelve, a 18. században épült, műemlék.
- Őslénytani természetvédelmi terület mészkőkövületekkel Nagyfeketepatakon.

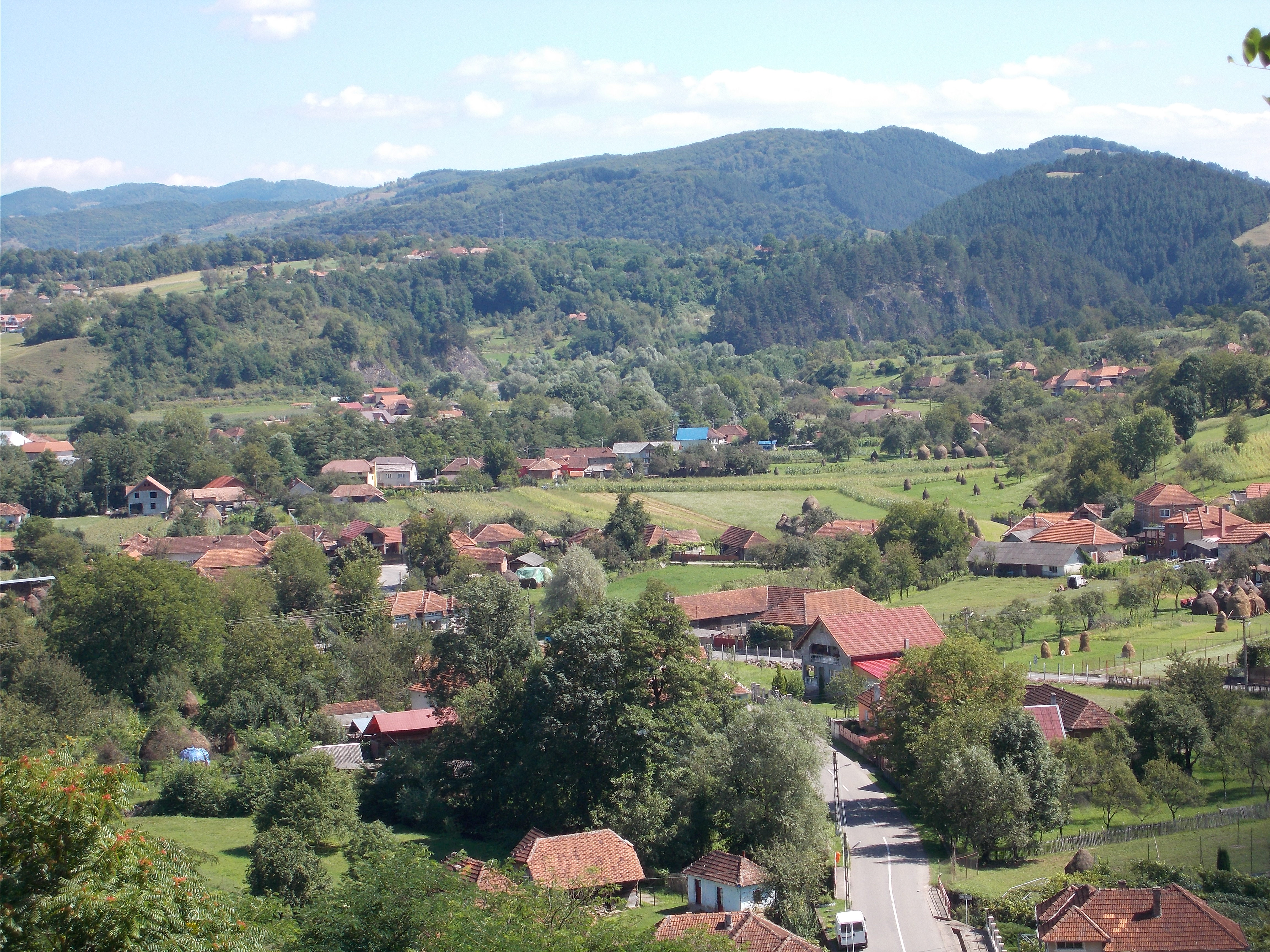
Barátka (Brátca) községközpont látképe
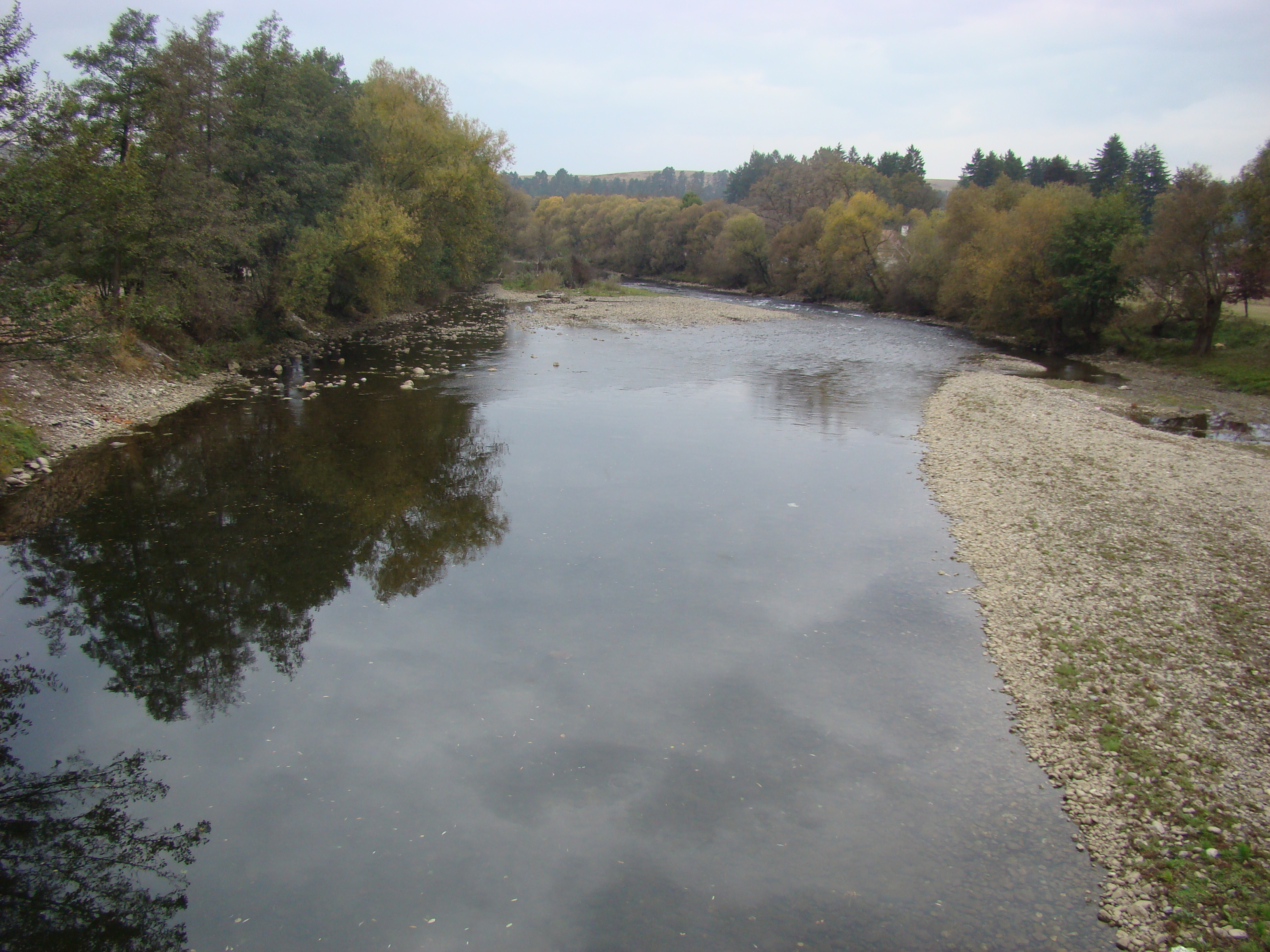
A Barátkapatak vize a patakról elnevezett falu mellett
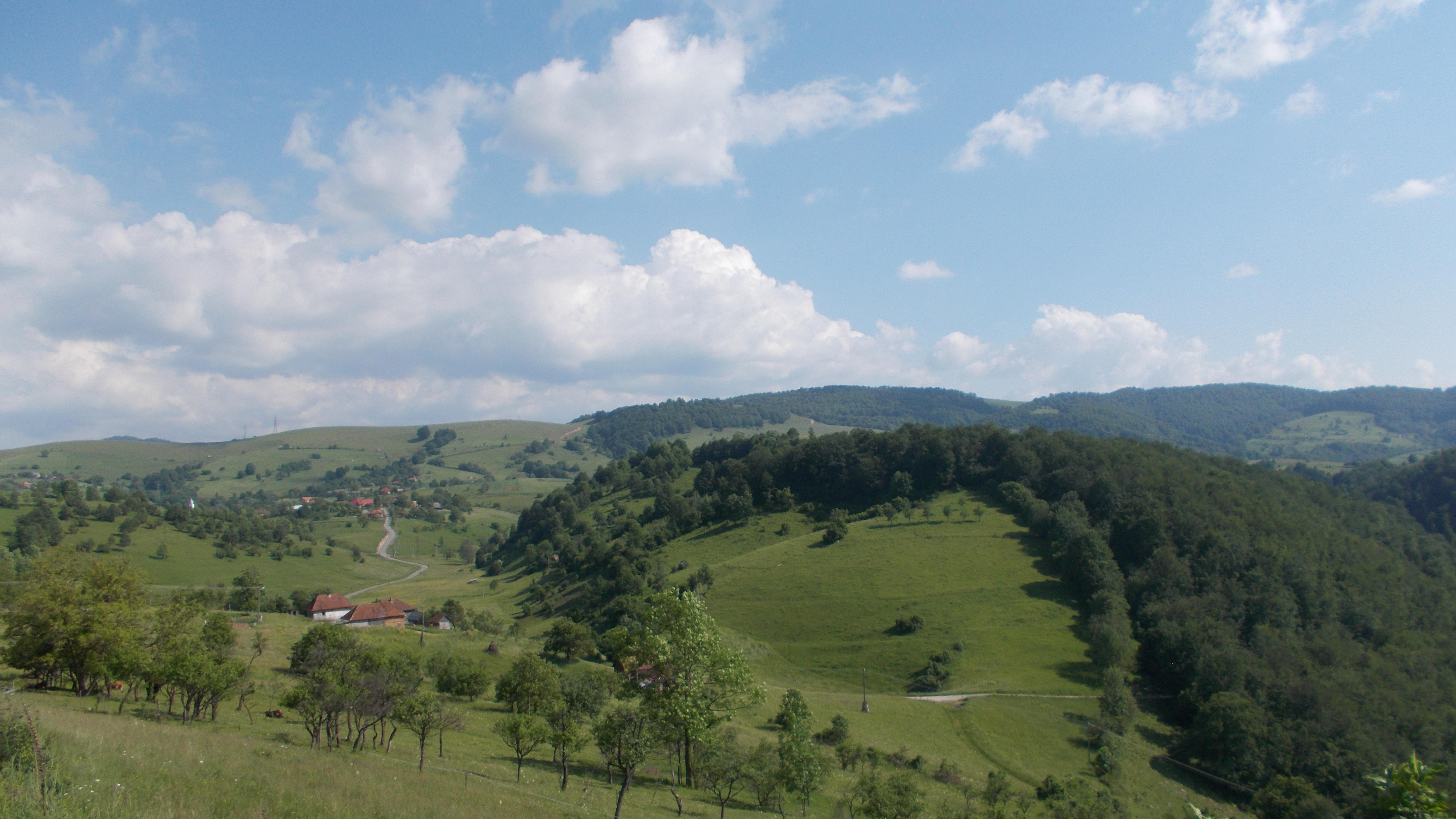
Körösponor környéke
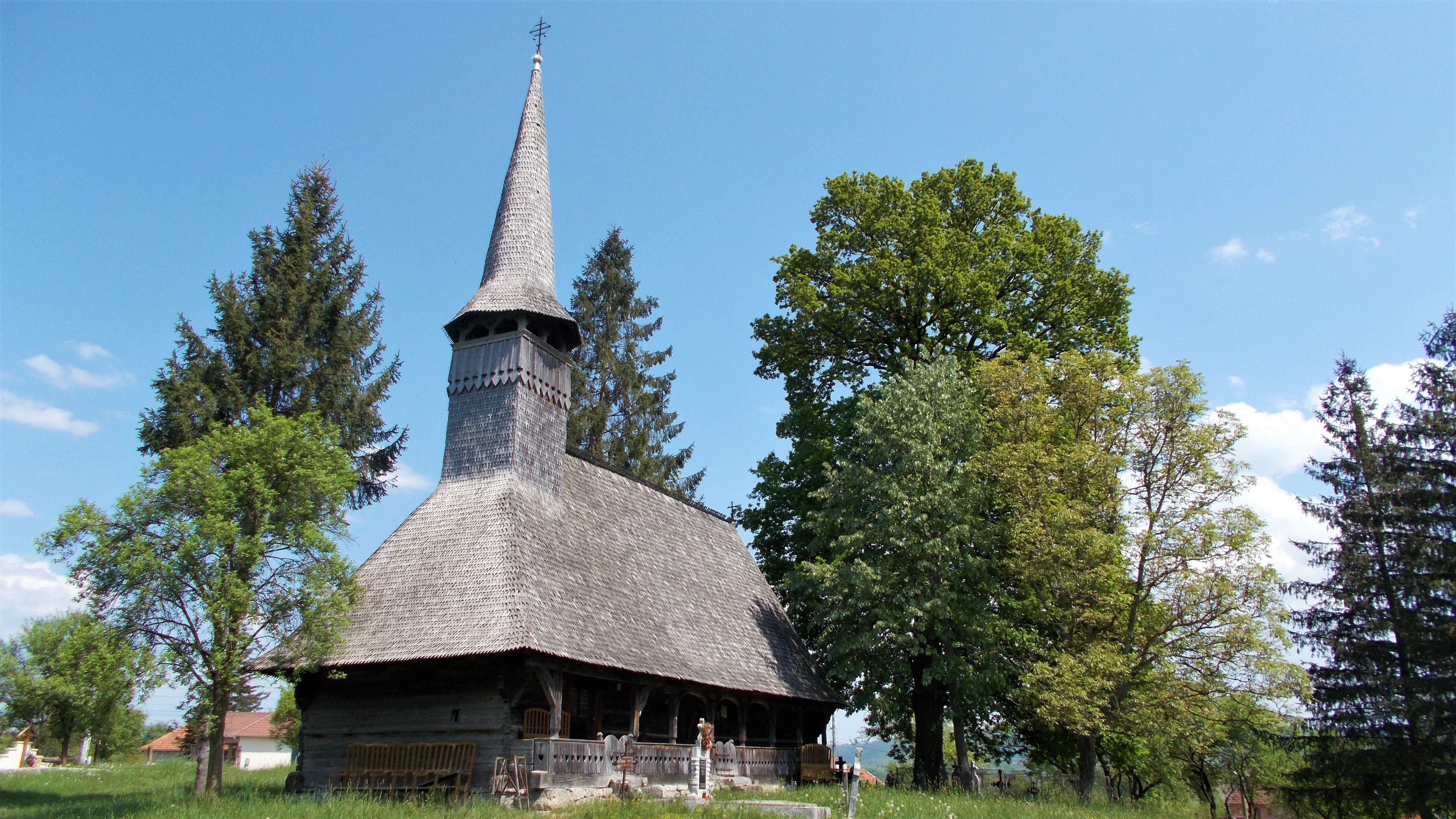
Báródbeznye fatemploma
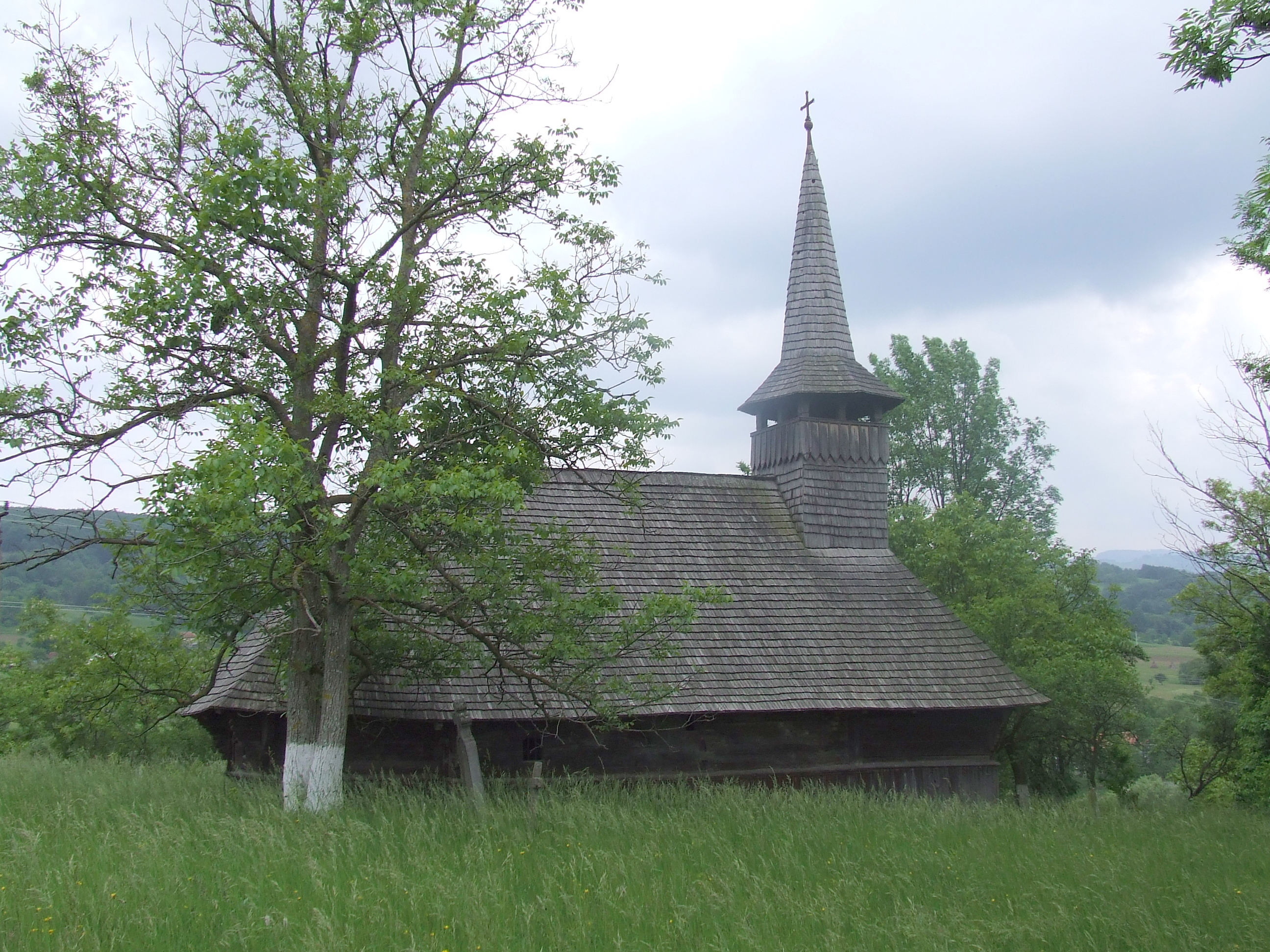
Nagyfeketepatak fatemploma
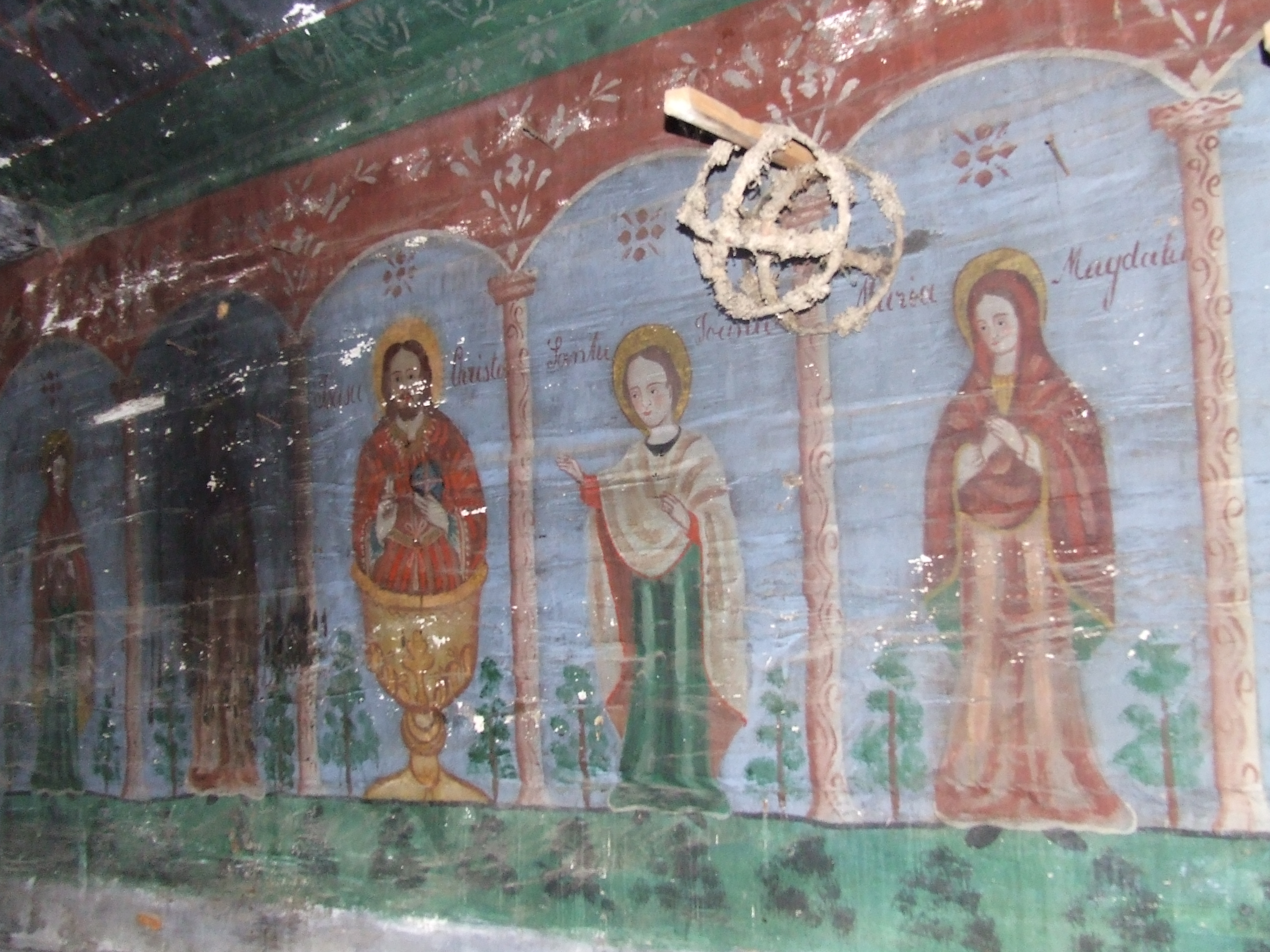
Templombelső Nagyfeketepatakon.
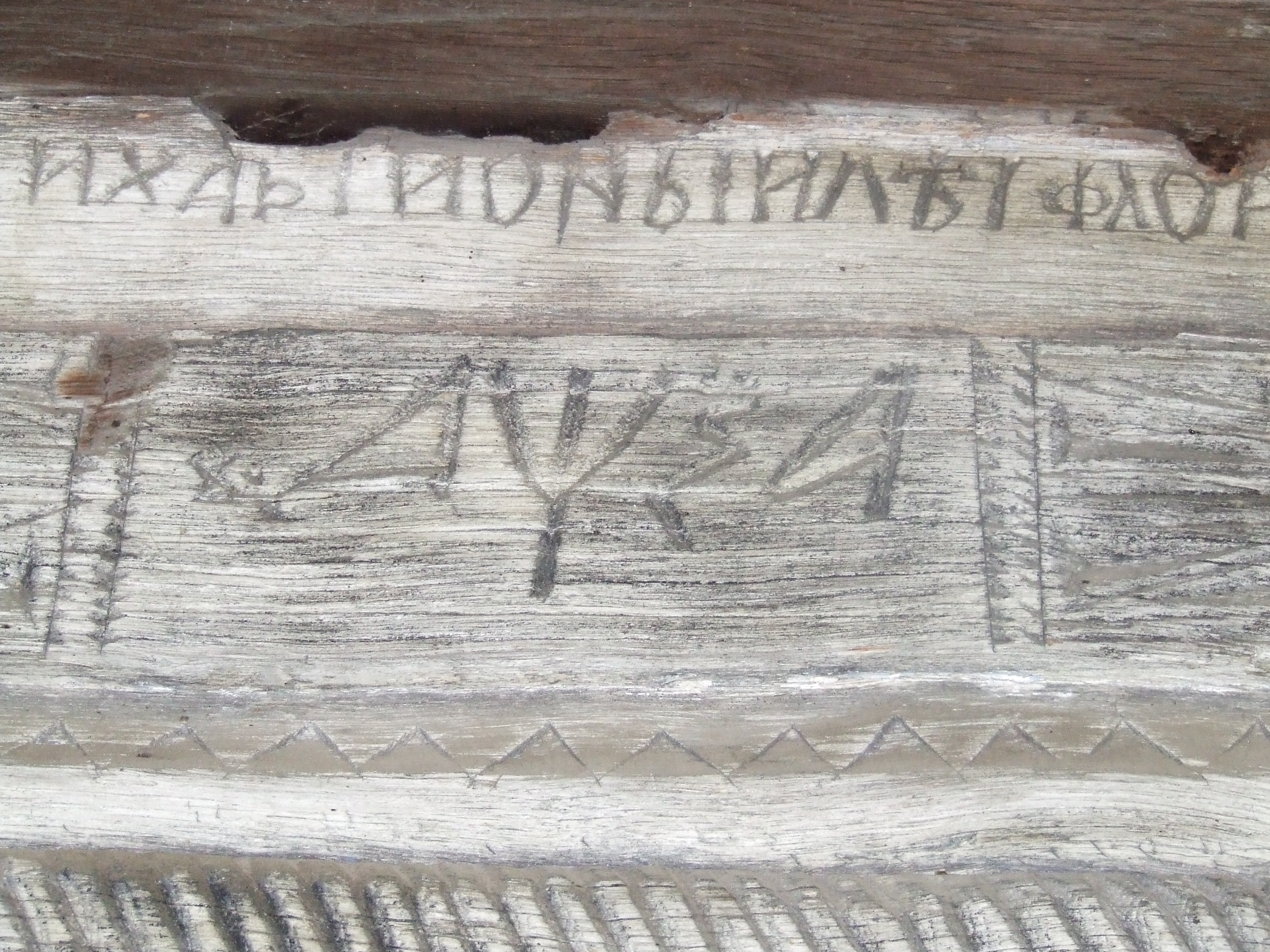
Régi rovásfeliratok a nagyfeketepataki fatemplom deszkáin